# Paolo Salvati
Paolo Salvati (Roma, 22 de febrero de 1939 - 24 de junio de 2014) fue un pintor italiano.

## Biografía
Nació en Roma 22 de febrero de 1939, en una casa en la Vía Labicana. Pintor expresionista, ligado al papel del artista que vive el arte moderno con el arte del pasado, sus profesores son William Turner, Claude Monet, Vincent Van Gogh, Henri de Toulouse Lautrec de 1967 presenta una serie de obras en óleo sobre lienzo Cáller, Oristán, Bosa, Ghilarza, Paulilatino de 1969. Desde el 1970 participa en exposiciones de arte plástico de Trinita dei Monti y Galleria Alberto Sordi ya Galería Colonna en Roma.
Pintado sujetos producto de la imaginación, como la Piedra Azul 1973 y 1974, el de Sueños de Spring Mountain High 1974 y Summer 1975, las pinturas de árboles Azul 1980, el Montaña Amarilla 1991, a continuación, crea una serie llamada Red Fronda 1993, 1994 y 2000, paisajes, marinas, retratos, utiliza las técnicas de colores al óleo sobre lienzo, temperatura, pastel, acrílica, prepara personalmente lienzos y marcos, que son utilizados en sus obras.
Trabaja como miniatura de Plaza Navona a Roma de 1973, óleo sobre tabla pintado miniaturas que representan monumentos romanos y paisajes de fantasía, se reúne en la plaza histórica, el poeta Giuseppe Avarna, Duke Gualtieri, el Marqués de Castanea, Barón Sicaminò ( 1916 - 1999 ), que escribió y dedicó un poema titulado A un amigo Painter 19 de enero de 1974, de 1977 funciona igual que imagen, el uso de colores pastel sobre papel, producen numerosos retratos en los años siguientes también óleo sobre lienzo.

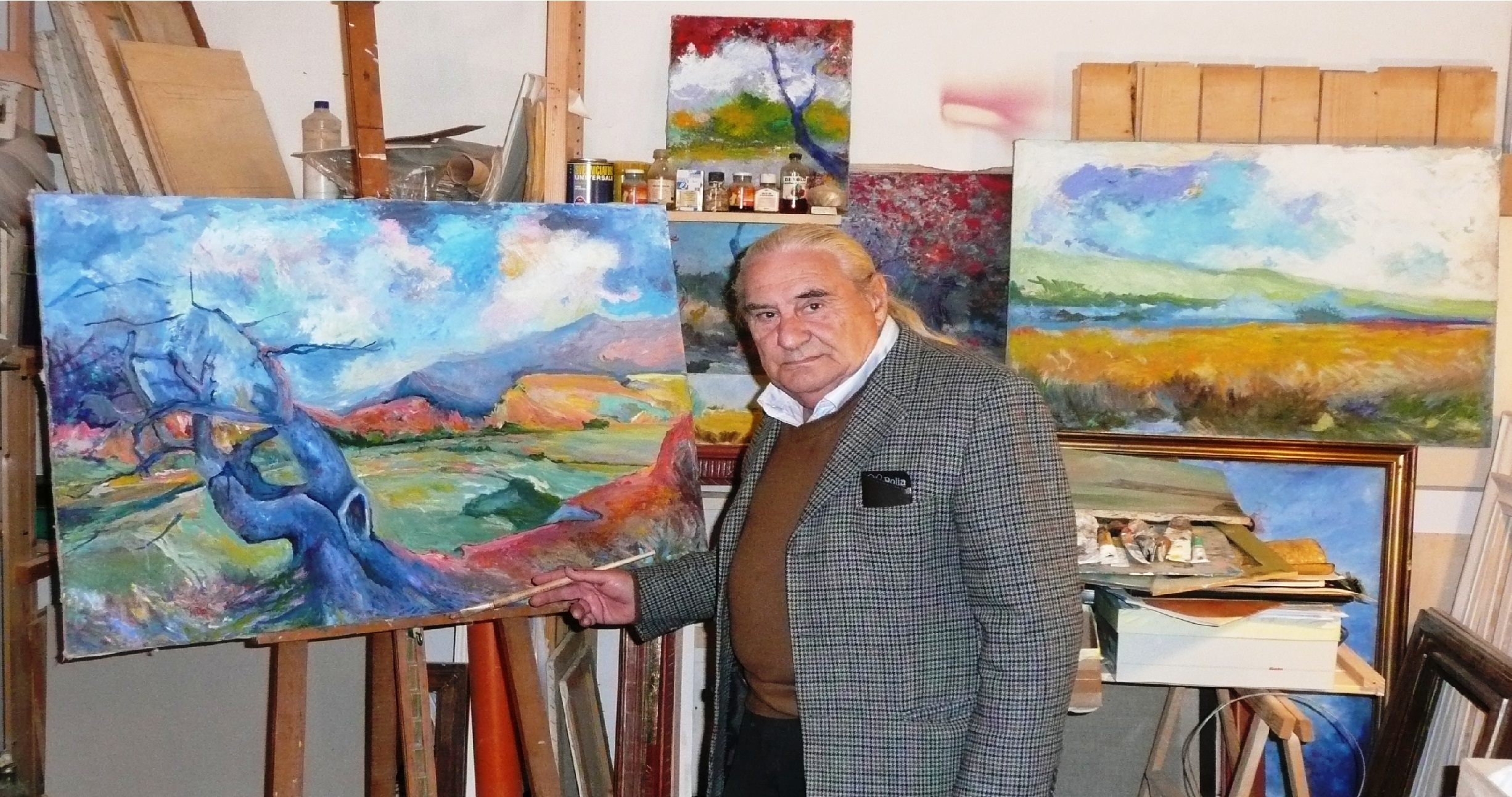
Paolo Salvati - Obras

Experto en el diseño y elaboración de Fotos arte de la base madera, las técnicas de búsqueda adecuados para la preparación de adhesivos o para la aplicación de la oro y plata hoja verdadera. Amante de la Música a guitarra concierto, la pasión también se dedica a la violín.
Cultivado vínculos más estrechos con el pintor y su tío materno Patriarca Gabriel, con Rinaldo Caressa (pintor), Roberto Venturoni (pintor y escultor), Alessandro Sbardella (pintor, poeta y actor), con el que comparte algunas de las exposiciones, por ejemplo, 100 pintores Margutta y las manifestaciones de depósito de pintura.
Deja Plaza Navona después del encuentro ocasional con un coleccionista de obras de arte, en el verano de 1993, Don Agostino Chigi Albani della Rovere (1929 - 2002), patrón.
Desde los años noventa ganó primeros premios en distintas ediciones del tanque de pintura, en diciembre de 1996 recibe Roma en la Galería Agustín en el Festival d'Art Artitalia Contemporáneo del premio, expuso la pintura Acantilado en la Noche óleo sobre lienzo de 50x60 1995. Fue galardonado con el primer premio en la cuarta edición del concurso de Pintura extemporánea por Corrado Anticoli en agosto de 2000, con un aceite de 50x60 sobre lienzo que representa Establos, obra expuesta en el Museo de Arte Moderno de Anticoli Corrado.
Entre noviembre de 2000 y enero de 2001 expuesto en la Galleria Jesús y María en Vía del Corso de Roma, en primer lugar con una exposición individual, y luego participa la exposición de pintura y escultura de los eventos del Jubileo en el tiempo y en la actualidad, un evento organizado para celebrar la clausura del Año jubilar.
El 13 de diciembre de 2005 se reconoce Ciudadano Ilustre de la región del Lazio.
En 2006 el crítico cumple Andrea De Liberis en 2006, y su biografía aparece en la revista Cultura del Instituto Europeo de Políticas Culturales y Ambientales.
En julio de 2009, a Trani, sabe que el crítico de arte Paul Levi, entonces director artístico del Catálogo de Arte Moderno Giorgio Mondadori y participa en la Bienal de Arte Contemporáneo, Evento exposición comisariada por la Fundación Giuseppe de Nittis, que tiene lugar en las salas utilizadas para las exposiciones de la Castello Svevo.
El 20 y el 21 de octubre de 2012 el piloto Andrea Palma ejecuta en 'Autodromo Nazionale Monza durante los entrenamientos y la carrera, mostrando una réplica de un imagen pintado por Salvati: una impresión en color posicionado en el capó de Ferrari 430.
El 27 de diciembre de 2012, a propuesta del primer ministro ha sido honrado con el título de Caballero de la Orden del Mérito de la República Italiana.